# Kensaku Abe
Pour les articles homonymes, voir Kensaku.
Kensaku Abe (阿部 謙作, Abe Kensaku) est un footballeur japonais né le 13 mai 1980. Il évolue au poste de gardien de but.

## Biographie
Kensaku Abe joue principalement avec le club de Ventforet Kōfu. Il dispute un total de 53 matchs en J-League 1.